# Bataille de Vérone (1799)
Deuxième Coalition
Batailles
Guerre de la Deuxième Coalition
- St George's Caye (navale) (09-1798)
- Nicopolis (10-1798)
- Corfou (11-1798)
- Copenhague (navale) (04-1801)
- Algésiras (navale) (06-1801)

Campagne de Hollande
- Callantsoog (08-1799)
- Vlieter (08-1799)
- Zyp (09-1799)
- Bergen (09-1799)
- Alkmaar (10-1799)
- Castricum (10-1799)

Campagne de Suisse
- Ostrach (03-1799)
- Feldkirch (03-1799)
- 1re Stockach (03-1799)
- Frauenfeld (05-1799) (en)
- Winterthour (05-1799)
- 1re Zurich (06-1799)
- Schwytz (08-1799)
- Amsteg (08-1799) (en)
- Saint-Gothard (09-1799)
- 2e Zurich (09-1799)
- Linth (09-1799) (en)
- Muten (10-1799) (ru)
- Engen (05-1800)
- 2e Stockach (05-1800)
- Moesskirch (05-1800)
- Biberach (05-1800)
- Erbach (05-1800)
- Höchstädt (06-1800)
- Ampfing (12-1800)
- Hohenlinden (12-1800)

Campagne d'Égypte
- Malte 1 (06-1798)
- Malte 2 (06-1798)
- Alexandrie (07-1798)
- Chebreiss (07-1798)
- Pyramides (07-1798)
- 1re Aboukir (08-1798)
- Salheyeh (08-1798)
- Malte 3 (09-1798)
- Sédiman (10-1798)
- Caire (10-1798)
- Samanouth (01-1799)
- El Arish (02-1799)
- Syène (02-1799)
- Jaffa (03-1799)
- Saint-Jean-d'Acre (03-1799)
- Mont-Thabor (04-1799)
- 2e Aboukir (07-1799)
- Damiette (11-1799)
- Héliopolis (03-1800)
- 3e Aboukir (03-1801)
- Mandora (03-1801)
- Canope (03-1801)
- Fort Jullien (04-1801)
- Le Caire (06-1801) (en)
- Alexandrie (08-1801)

2e Campagne d'Italie
- Vérone (03-1799)
- Magnano (04-1799)
- Cassano (04-1799)
- Mantoue (04-1799)
- Bassignana (05-1799)
- 1re Marengo (05-1799) (en)
- Modène (06-1799) (en)
- Trebbia (06-1799)
- 2e Marengo (06-1799) (en)
- Novi 1 (08-1799)
- Rome (09-1799)
- Mannheim (09-1799) (en)
- Novi 2 (10-1799) (en)
- Genola (11-1799)
- Gênes (04-1800)
- Sassello (04-1800) (en)
- Fort Bard (05-1800)
- Verceil (05-1800)
- Turbigo (05-1800)
- Montebello (06-1800)
- 3e Marengo (06-1800)
- Pozzolo (12-1800)

La bataille de Vérone qui s'est déroulée le 26 mars 1799 a vu s'affronter une armée des Habsbourg sous les ordres du baron Pál Kray et une armée de la première République française emmenée par Barthélemy Louis Joseph Schérer. La bataille comprend trois combats durant la même journée. À Vérone, les deux camps se neutralisent dans un affrontement sanglant. À Pastrengo, à l'ouest de Vérone, les forces françaises l'emportent sur les Autrichiens. À Legnago au sud-est de Vérone, les Autrichiens remportent la victoire. Cette bataille a lieu lors des guerres de la Révolution française contre la Deuxième Coalition.

## Contexte
Depuis le traité de Campo-Formio, le fleuve Adige constitue la frontière entre la république cisalpine (république sœur de la République française) et la province vénitienne (territoire autrichien), la ville de Vérone et ses environs étant laissés du côté autrichien.
Cette bataille constitue le premier affrontement sur le front italien entre Français et Autrichiens après le début de la guerre de la Deuxième Coalition.

## Issue
À Pastrengo, les Français subissent 1 000 tués, blessés et disparus sur 22 400 hommes, les Autrichiens perdant 2 000 tués et blessés sur 11 000 hommes. En outre, les Français s'emparent de 1 500 hommes, de 12 canons, deux ponts flottants et deux étendards. Le régiment d'infanterie Schröder n° 27 connaît de lourdes pertes. À Vérone, les pertes françaises sont de 1 500 tués et blessés, 300 hommes et trois canons capturés sur un total de 14 500 hommes ; les Autrichiens comptent 1 600 tués et blessés et 1 100 hommes capturés sur 16,400. Les généraux Konrad Valentin von Kaim, Ferdinand Minkwitz, et Anton Lipthay de Kisfalud (en) sont blessés. L'affrontement de Legnago fait chez les Français 2 000 tués et blessés, 600 hommes et 14 canons sont capturés sur un total de 9 500 hommes. Le général de brigade François Félix Vignes est tué. Les Autrichiens ont 700 tués et blessés et 100 hommes capturés sur 14 000 soldats. Lipthay n'a jamais récupéré de ses blessures et est décédé le 17 février 1800 à Padoue.

## Sources
- Enrico Acerbi, « The 1799 Campaign in Italy: The Left Wing - led directly by General Schérer (deployed with Delmas) » (consulté le 27 juillet 2016)
- Enrico Acerbi, « The 1799 Campaign in Italy: Austrian defence of Verona - March 24th 1799 » (consulté le 27 juillet 2016)
- Enrico Acerbi, « The 1799 Campaign in Italy: Battle of Verona - March 26, 1799 » (consulté le 27 juillet 2016)
- Enrico Acerbi, « The 1799 Campaign in Italy: Verona Defense March 26, 1799 » (consulté le 27 juillet 2016)
- Enrico Acerbi, « The 1799 Campaign in Italy: Austrian Deployment Approaching the Legnago Battle » (consulté le 27 juillet 2016)
- (en) Smith, Digby, The Napoleonic Wars Data Book, Londres, Greenhill, 1998, 582 p. (ISBN 1-85367-276-9)
- Digby Smith et Kudrna, Leopold, « Biographical Dictionary of All Austrian Generals during the French Revolutionary and Napoleonic Wars: 1792-1815 », The Napoleon Series (consulté le 27 juillet 2016)